# Logandeng (Karangdadap)
Logandeng is een bestuurslaag in het regentschap Pekalongan van de provincie Midden-Java, Indonesië. Logandeng telt 2331 inwoners (volkstelling 2010).